# جامايكا كينكيد
جامايكا كينكيد (بالإنجليزية: Jamaica Kincaid)‏ (25 مايو 1949، سانت جونز، أنتيغوا وبربودا في أنتيغوا وباربودا)؛ مؤلِّفة، كاتِبة مسرحية، أستاذة جامعية وروائية أمريكية.

## الجوائز
- زمالة غوغنهايم
- جائزة دان ديفيد
- الجوائز الأميركية للكتاب

## روابط خارجية
- جامايكا كينكيد على موقع IMDb (الإنجليزية)
- جامايكا كينكيد على موقع الموسوعة البريطانية (الإنجليزية)
- جامايكا كينكيد على موقع مونزينجر (الألمانية)
- جامايكا كينكيد على موقع ميوزك برينز (الإنجليزية)
- جامايكا كينكيد على موقع إن إن دي بي (الإنجليزية)
- جامايكا كينكيد على موقع ديسكوغز (الإنجليزية)
- جامايكا كينكيد على موقع قاعدة بيانات الفيلم (الإنجليزية)